# Tyler Bate
Pour l’article homonyme, voir Bate.
Ne doit pas être confondu avec Tyler Bates.
Tyler Bate est un catcheur anglais (né le 7 mars 1997 à Dudley en Angleterre). Il travaille actuellement à la World Wrestling Entertainment dans la division RAW au côté de Pete Dunne et est également le premier WWE United Kingdom Champion. Il est le deuxième plus jeune catcheur de la WWE à être champion.
En 2018, il remporte les championnats par équipe de la NXT avec Trent Seven.

## Carrière

### Chikara (2015-2017)
Le 21 août, lui et Trent Seven battent Los Ice Creams (El Hijo del Ice Cream et Ice Cream Jr.), N_R_G (Hype Rockwell et Race Jaxon) et The Devastation Corporation (Blaster McMassive & Flex Rumblecrunch) et remportent les CHIKARA Campeonatos de Parejas Championship.

### Progress Wrestling (2016–2019)
Lors de Chapter 41, lui et Trent Seven battent The London Riots et The Leaders Of The New School (Marty Scurll et Zack Sabre, Jr.) dans un Three-Way Tag Team Match et remportent les vacants Progress Tag Team Championship.
Lors de Chapter 50, ils perdent les titres contre CCK (Chris Brookes et Kid Lykos).

### Revolution Pro Wrestling (2016–2019)
Lors de RevPro Monday Night Mayhem, lui et Trent Seven battent CCK (Chris Brookes et Travis Banks) et remportent les RPW Undisputed British Tag Team Championship. Lors de RevPro High Stakes 2018, ils perdent les titres contre Suzuki-gun (Minoru Suzuki et Zack Sabre, Jr.).

### World Wrestling Entertainment (2016-...)

#### NXT (2016-2018)

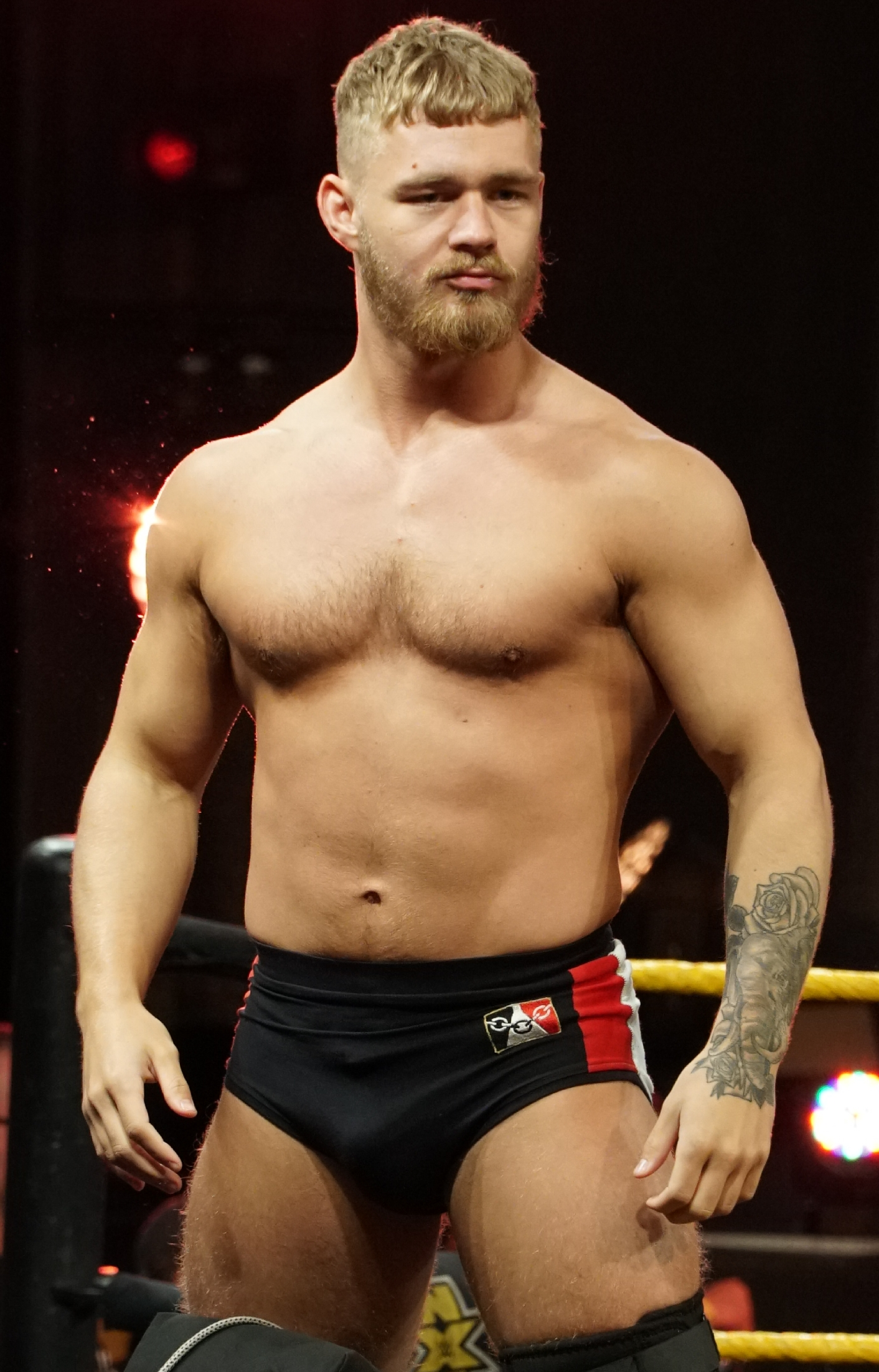
Bate en 2018.

Le 15 décembre, 2016, il a été révélé que Bate serait l'un des 16 hommes en compétition dans un tournoi de deux nuits pour couronner le tout premier WWE United Kingdom Champion. Il se hisse jusqu'à la finale et bat Pete Dunne pour devenir le premier WWE United Kingdom Champion. À 19 ans, il devient le deuxième adolescent dans l'histoire de la WWE à avoir remporté un titre, et est le deuxième plus jeune champion de tous les temps, après René Duprée. Le 20 mai lors de NXT Takeover: Chicago, il perd son titre contre Pete Dunne.
Le 15 mars, il est annoncé que Bate s'est blessé au genou, son équipe Moustache Mountain est donc retirée du Dusty Rhodes Tag Team Classic. Le 8 avril lors de Wrestlemania Axxess, Moustache Mountain perdent contre The Undisputed Era et ne remportent pas les titres par équipes de la NXT, après le match ils sont attaqués par The Undisputed Era mais ils reçoivent l'aide de Pete Dunne qui parviendra à faire fuir les assaillants.
Le 26 juin (enregistré le 19) lors du United Kingdom Tournament, lui et Trent Seven battent Roderick Strong et Kyle O'Reilly et remportent les NXT Tag Team Championship. Le 27 juin à NXT, ils perdent avec Ricochet contre The Undisputed Era. Le 11 juillet à NXT (enregistré le 21 juin), lui et Seven affrontent The Undisputed Era (Strong et O'Reilly) pour défendre les titres par équipe de la NXT, voyant que Seven souffre sous la prise en quatre de O'Reilly et qu'il ne compte pas abandonner, Bate jette l'éponge et son équipe perd par conséquent les titres.
Le 18 août lors de NXT TakeOver: Brooklyn 4, il perd avec Trent Seven contre The Undisputed Era et ne remporte pas les titres par équipe de la NXT.

#### NXT UK (2018-2024)
Lors de NXT UK TakeOver: Blackpool, ils perdent contre The Grizzled Young Veterans et ne remportent pas les NXT UK Tag Team Championship.
Lors de NXT UK Takeover: Cardiff, il perd contre WALTER et ne remporte pas le championnat de NXT UK. Ce match sera noté 5.25 étoiles par Dave Meltzer.
Le 25 janvier 2020 lors de Worlds Collide, ils perdent contre DIY (Johnny Gargano et Tommaso Ciampa).
Le 10 décembre, Bate effectue son retour à NXT UK, perdant contre A-Kid, ne remportant pas le NXT UK Heritage Cup Championship de ce dernier. Le 20 mai 2021 à NXT UK, il bat A-Kid et remporte l'Heritage Cup Championship.
Le 9 décembre, ils battent Pretty Deadly et remportent les NXT UK Tag Team Championship.

#### New Catch Republic (2024-...)
Tyler Bate a fait ses débuts dans le roster principal[Quand ?] en tant que partenaire mystère au côté de Pete Dunne afin d'affronter Pretty Deadly. Peu de temps après ça, il annonça lui même qu'il était officiellement devenu une superstar du roster Smackdown. En février, lui et Pete Dunne donne officiellement le nom de leur équipe, New Catch Republic. Ce même mois, le duo gagna le tournoi pour un match face à Finn Balor et Damian Priest avec les Titres par Équipe Indisputés mis en jeu mais ils ne parvinrent pas à vaincre le Judgment Day lors du Elimination Chamber 2024. Ils participèrent également au Six Pack Tag Team Ladder Match lors de la 1ère nuit de Wrestlemania XL d'où ils repartiront sans avoir gagné l'un des deux titres.
New Catch Republic est envoyé à Raw lors de la Draft 2024.

## Palmarès
- Attack! Pro Wrestling
  - 3 fois Attack! 24:7 Championship[20]

- CHIKARA
  - 1 fois Chikara Campeonatos de Parejas avec Trent Seven[21]
  - King of Trios (2017) avec Pete Dunne et Trent Seven

- Over The Top Wrestling
  - 1 fois OTT Tag Team Championship avec Trent Seven et Pete Dunne

- Progress Wrestling
  - 2 fois Progress Tag Team Championship avec Trent Seven

- Revolution Pro Wrestling
  - 1 fois RPW Undisputed British Tag Team Championship avec Trent Seven

- Shropshire Wrestling Alliance
  - 1 fois SWA British Lions Championship[22]
  - Vainqueur du British Lions Tournament (2014)[23]

- Westside Xtreme Wrestling
  - 1 fois wXw Shotgun Championship[24]

- World Wrestling Entertainment
  - 2 fois WWE United Kingdom Championship (premier champion, règne le plus court)
  - 1 fois NXT UK Heritage Cup Championship
  - 1 fois NXT UK Tag Team Championship avec Trent Seven
  - 1 fois NXT Tag Team Championship avec Trent Seven (règne le plus court)
  - WWE United Kingdom Championship Tournament (2017)
  - Premier et seul champion Triple Crown de la NXT UK

## Récompenses des magazines
- Pro Wrestling Illustrated

| Année | 2017 | 2018 | 2019 | 2020 | 2021 | 2022       | 2023 | 2024 |
| ----- | ---- | ---- | ---- | ---- | ---- | ---------- | ---- | ---- |
| Rang  | 50   | 98   | 107  | 145  | 372  | Non classé | 183  | 212  |

- Wrestling Observer Newsletter

| # | Résultat | Adversaire                                            | Évènement                | Date            | Durée | Lieu                 | Notes |
| - | -------- | ----------------------------------------------------- | ------------------------ | --------------- | ----- | -------------------- | --- |
| 1 | Défaite  | The Undisputed Era (Roderick Strong et Kyle O'Reilly) | WWE NXT #308             | 11 juillet 2018 | 17:30 | Winter Park, Floride | Il s'agit d'un match par équipe où Bate fait équipe avec Trent Seven avec les championnats par équipe de la NXT de Bate et Trent Seven en jeu. |
| 2 | Défaite  | WALTER                                                | NXT UK Takeover: Cardiff | 31 août 2019    | 42:12 | Cardiff, Wales       | Le titre de champion du Royaume-Uni de Walter était en jeu. (le match a été noté 5.25).                                                        |